# El Triunfo (Tabasco)
Villa El Triunfo, localidad y estación de ferrocarril, del municipio de Balancán, en el estado mexicano de Tabasco. 
El Triunfo se localiza a 50 km de la ciudad de Balancán de Domínguez que es la cabecera municipal y a 255 km al oriente de la capital del estado, que es la ciudad de Villahermosa.

## Historia

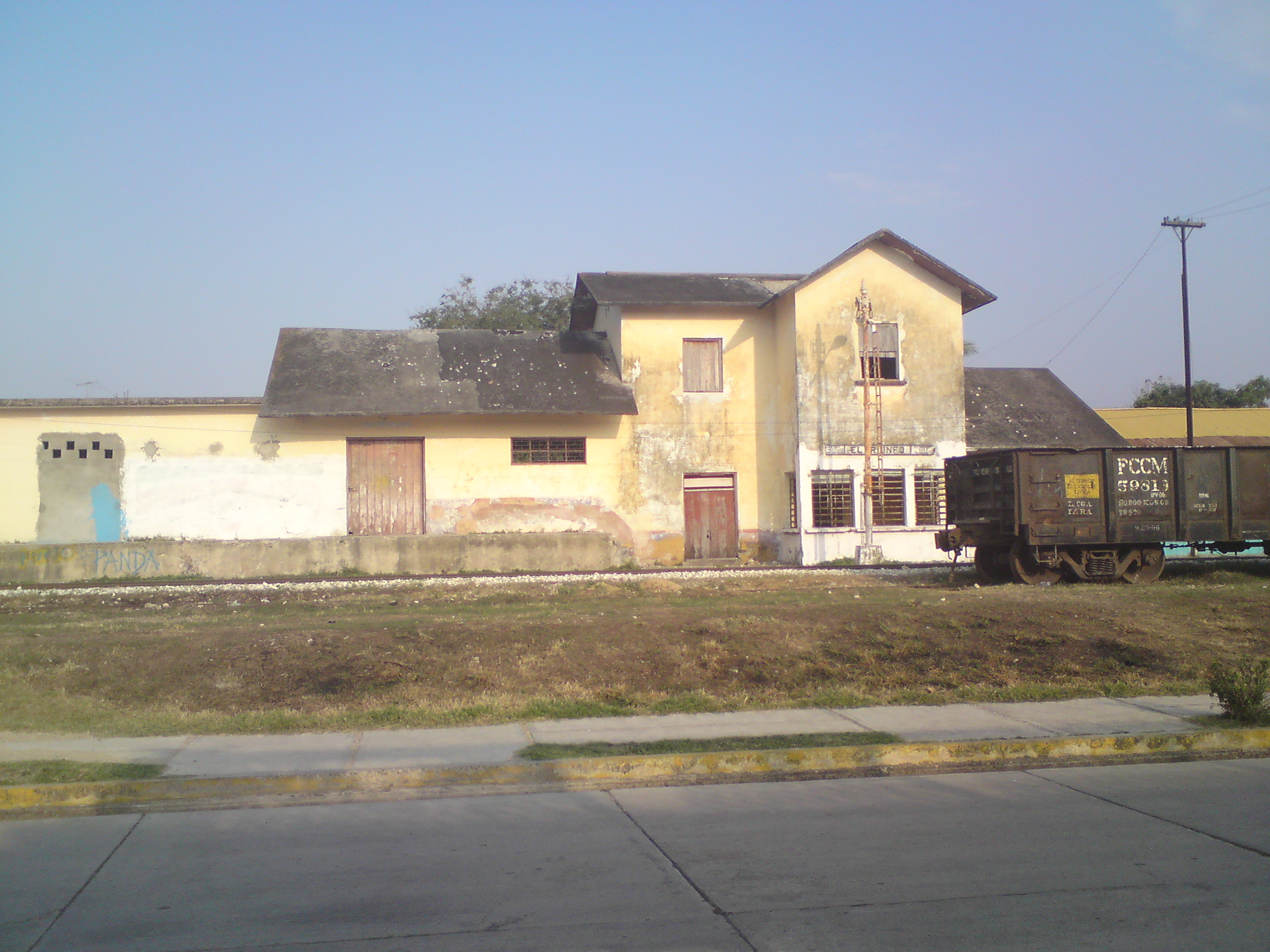
Estación del Ferrocarril del Sureste, en villa El Triunfo.

En 1970, Pio Sosa y José del Carmen Valencia Guillermo, fundadores de la Villa el Triunfo, escribieron la monografía de los orígenes de la comunidad.
Dicho documento fue publicado en una editorial de Mérida con solo 15 ejemplares que se entregó a miembros ilustres de la comunidad, así como a las escuelas. Este documento no recibió la importancia histórica y se perdió el último ejemplar, que estaba en resguardo de José del Carmen Valencia Guillermo, durante la visita de los prestadores de servicio social de la primera generación de estudiantes de la  Escuela Normal Urbana de Balancan a la Villa El Triunfo. Quienes lo pidieron prestado para extraer los datos de fundación del pueblo y no lo devolvieron.
En vida José del Carmen Valencia Guillermo trató de recuperar el escrito, preguntando a la Escuela Normal Urbana de Balancan sobre las tesis de aquellos egresados, pero por políticas internas de la escuela, todos los ejemplares de las primeras generaciones fueron quemadas para evitar plagios.
A pesar de eso, parte de ese archivo histórico está siendo recuperado paulatinamente. Mediante contacto directo con los escritores de las tesis por parte del Profesor Máximo Valencia Cambranis.
A continuación presentamos extractos de esa información:
"Se cuenta que allá por los años de 1925 a 1930 un grupo de personas al mando de don Marcos Bertruy, originario de Balancan, en compañía de dos extranjeros norteamericanos, se establecieron a una distancia de dos kilómetros aproximadamente de dónde actualmente se localiza la Villa; con este asentamiento de hombres, se forma el campamento chiclero que se denominó Vía la Lucha. En este campamento se trabajaba la resina que se conoce con el nombre de chicle, pero no era durante todo el año que se trabajaba únicamente por épocas del año, es decir, que laboraba de marzo a junio, razón por la que el resto del año, los trabajadores se dedicaban a otras actividades y dejaban abandonado dicho lugar."(Barredo Pérez, 1983).
Este dato lo aportó don Pio Sosa, quién fue uno de los trabajadores que llegó con la compañía de don Marcos Bertruy. Agregando
"(...) encontramos que la Villa actualmente conocida como el Triunfo, Balancan, se le denominó Vía la Lucha, tiempo después su nombre cambió por el de El Tinaco y posteriormente se le llamó El Triunfo" (Barredo Pérez, 1983)
Este documento aporta también 
"En 1938 se empezó a tender la vía del ferrocarril, aclarando que así como existía este campamento, había otros como: Mactun, El Águila, San Pedro, y que al realizarse el tendido de vías férreas en el año 1938, los campamentos antes citados quedaron unidos entre sí. Las vías que se tendieron fueron la del norte y la del sur; con la vía norte de enlazaba con Tenosique, y con la Vía sur se enlazaba con Mactun, El Águila, San Pedro y con el poblado de Candelaria perteneciente al estado de Campeche. De esta forma y gracias al tendido férreo, la comunidad del Triunfo quedó en un punto medio y además favorable para su desarrollo". (Barredo Pérez, 1983).
En entrevista al periodista Fredy Paredes, en 2019, Don José del Carmen Valencia Guillermo, expresó que en 1942, las vías se unieron, tras muchos años de trabajo, y con apoyo de luces de bengala para índicar la ubicación. Con este hecho, los campamentos se congregaron en la ubicación actual de la villa. Si bien, su ubicación se movió en 1942, la monografía pérdida demuestra que uno de los objetivos de crear la vía, era movilizar todo el recurso primario  que los campamentos ya producían, con la llegada del tren.
El tren llegó antes que la creación oficial de la estación, la cual se derivó por la necesidad que el comercio que ya se vivía en esos ayeres. Siendo registrado el mes de mayo de 1959, cómo la inauguración oficial del sistema ferroviario del "Ferrocarril del Sureste" (Ferrocarril Coatzacoalcos - Mérida).
Esto generó el primer boom económico en la comunidad. Pues se comenzó a tener mayor movimiento comercial y poblacional, al establecerse en ella una de las estaciones ferroviarias del estado de Tabasco.
En dicho entrevista, Don Valencia, como era conocido en la comunidad, dijo que los primeros habitantes derivados de la unión de las vías, hablaban maya y español. Resultando que el Triunfo nació Bilingüe. Pues las familias de los trabajadores del ferrocarril, les acompañaron. Siendo así como Don Máximo Valencia Ku, padre de Don Valencia, decidiera mudarse de Tenosique a la Villa el Triunfo.
En los documentos es develada el por qué del nombre.
"Con respecto a por qué se le dió el nombre del Triunfo, existe más de una explicación, entre las cuales tenemos: al realizarse las obras del tendido férreo y finalizarlas, los trabajadores creyeron haber hecho algo que para ellos constituía un verdadero triunfo y que fué por eso que se le llamó El Triunfo; otra versión es que uno de los extranjeros que llegaron con el señor Marcos Bertruy, era ingeniero agrónomo aunque otros afirmaban que era geólogo, y que al examinar la tierra se dió cuenta de que ésta pertenecía a un tipo de suelo llamado el triunfo." (Barredo Pérez, 1983).
En próximas entregas, se compartirán más datos de los orígenes de este lugar.

## Población
En 2010, El Triunfo contaba con una población de 5,627 habitantes, siendo la segunda población en importancia del municipio de Balancán, después de la ciudad de Balancán de Domínguez.

## Infraestructura

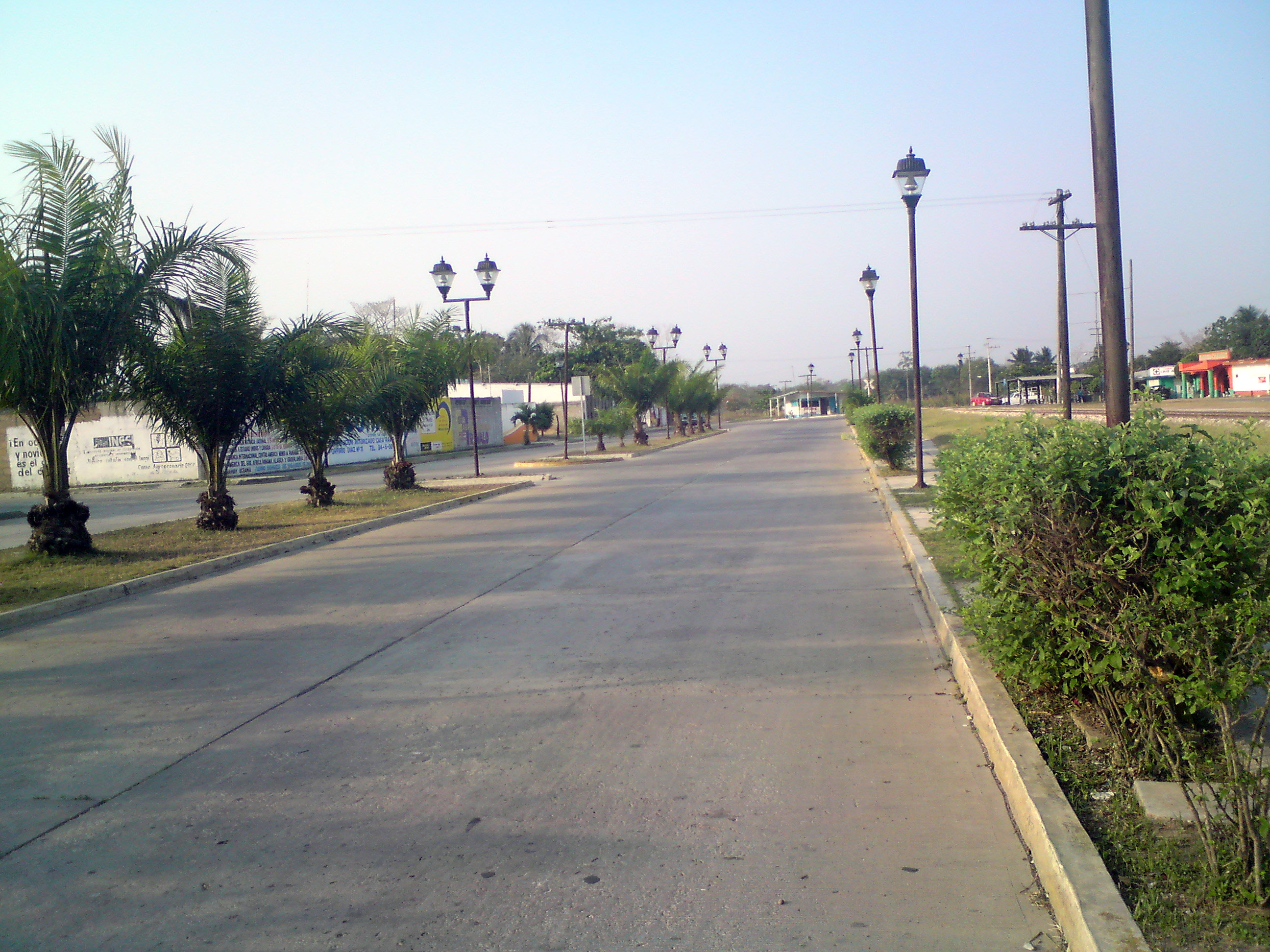
Boulevard Francisco Villa.

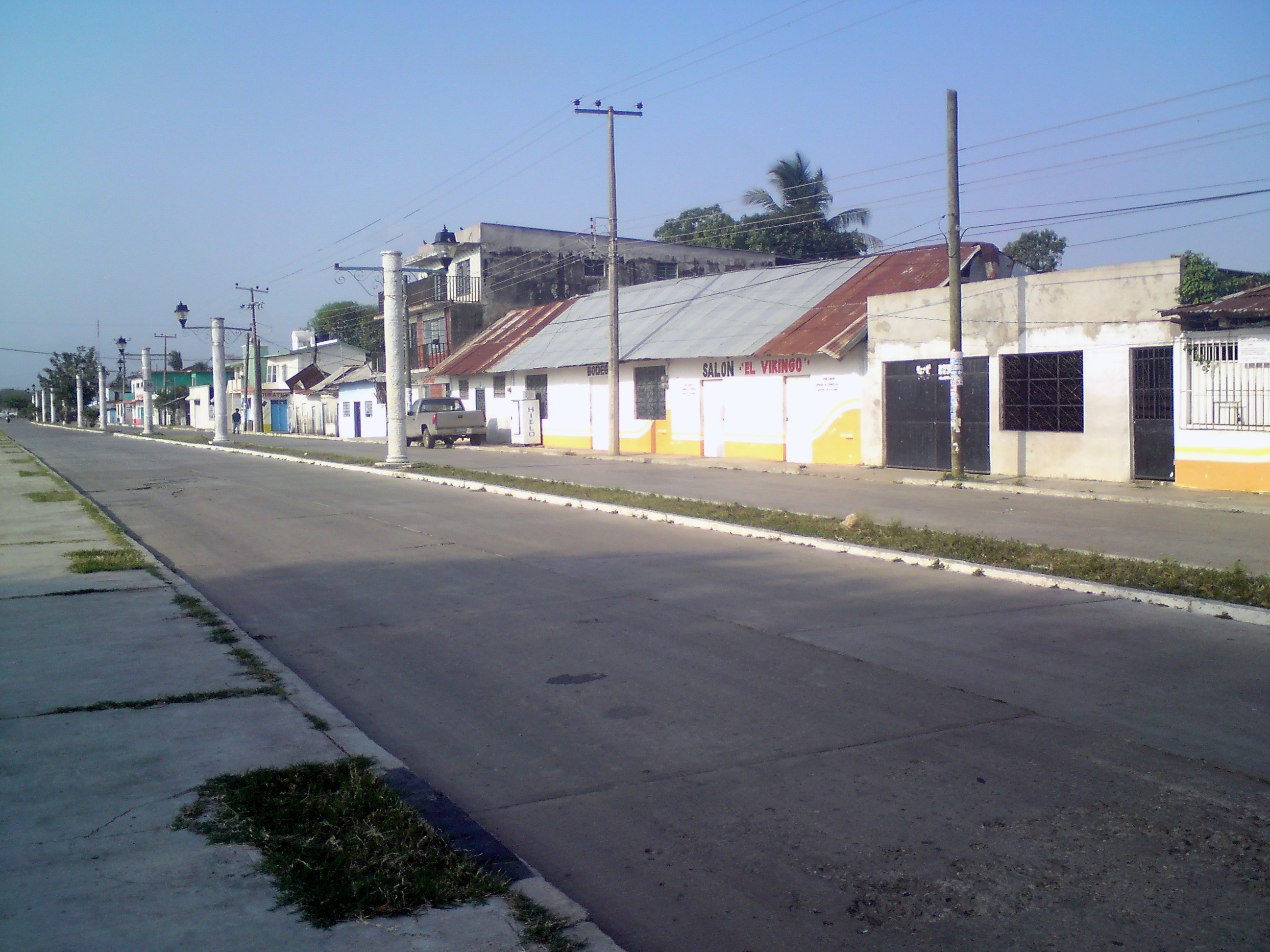
Boulevard Francisco J. Santamaría.

Villa El Triunfo se encuentra totalmente urbanizada, cuenta con la gran mayoría de sus calles pavimentadas con hormigón (concreto), también cuenta con mercado público, servicio de agua potable, alcantarillado, electricidad, alumbrado público, recolección de basura, telefonía convencional, telefonía celular, parque público, infraestructura de servicios de salud, jardín de niños, escuela primaria, seguridad pública, sitio de taxis, servicio de autobuses foráneos, hospital de nivel básico y delegación municipal.

## Economía
La actividad predominante es la ganadería, ya que la villa está localizada en medio de extensas sabanas y potreros característicos del municipio de Balancán. 
La agricultura también representa un factor importante en la economía de la localidad, los productos agrícolas que más se cultivan son el maíz y el frijol.
La estación ferroviaria de El Triunfo, aunque en los últimos años ha disminuido el tráfico del ferrocarril, todavía proporciona movimiento comercial a la villa, favoreciendo el tránsito de personas y el intercambio comercial.
Cuenta Villa El Triunfo con diversos comercios como: panaderías, carnicerías, carpinterías, herrerías, tiendas de abarrotes, restaurantes y fondas. 
En las cercanías de la localidad, se encuentra el "Plan Balancán -Tenosique" que es un complejo agrícola y ganadero desarrollado en los años ochenta con la finalidad de mejorar las condiciones económicas y de vida de los habitantes de la región más apartada del estado. 
La localidad es un centro comercial del municipio de Balancán de hecho El Triunfo es una de las localidades con mayor número de inmigrantes fronterizos del estado.

## Medio físico
Los terrenos en los que se localiza Villa El Triunfo, son generalmente planos con pequeños lomeríos. La altitud de la localidad es de 30 m s. n. m. y en el resto del municipio varía desde 10 hasta 50 m s. n. m.
Por estar en terrenos tipo sabána, carecer de elevaciones importantes, contar con escasa cubierta forestal original y estar ubicado lejos de las costas, provoca que la temperatura de la localidad, sea de las más elevadas del estado, registrándose temperaturas superiores a los 45 °C durante la temporada de verano, mientras que las temperaturas mínimas se alcanzan en el mes de diciembre con 16 °C y 25 °C.

## Vías de comunicación

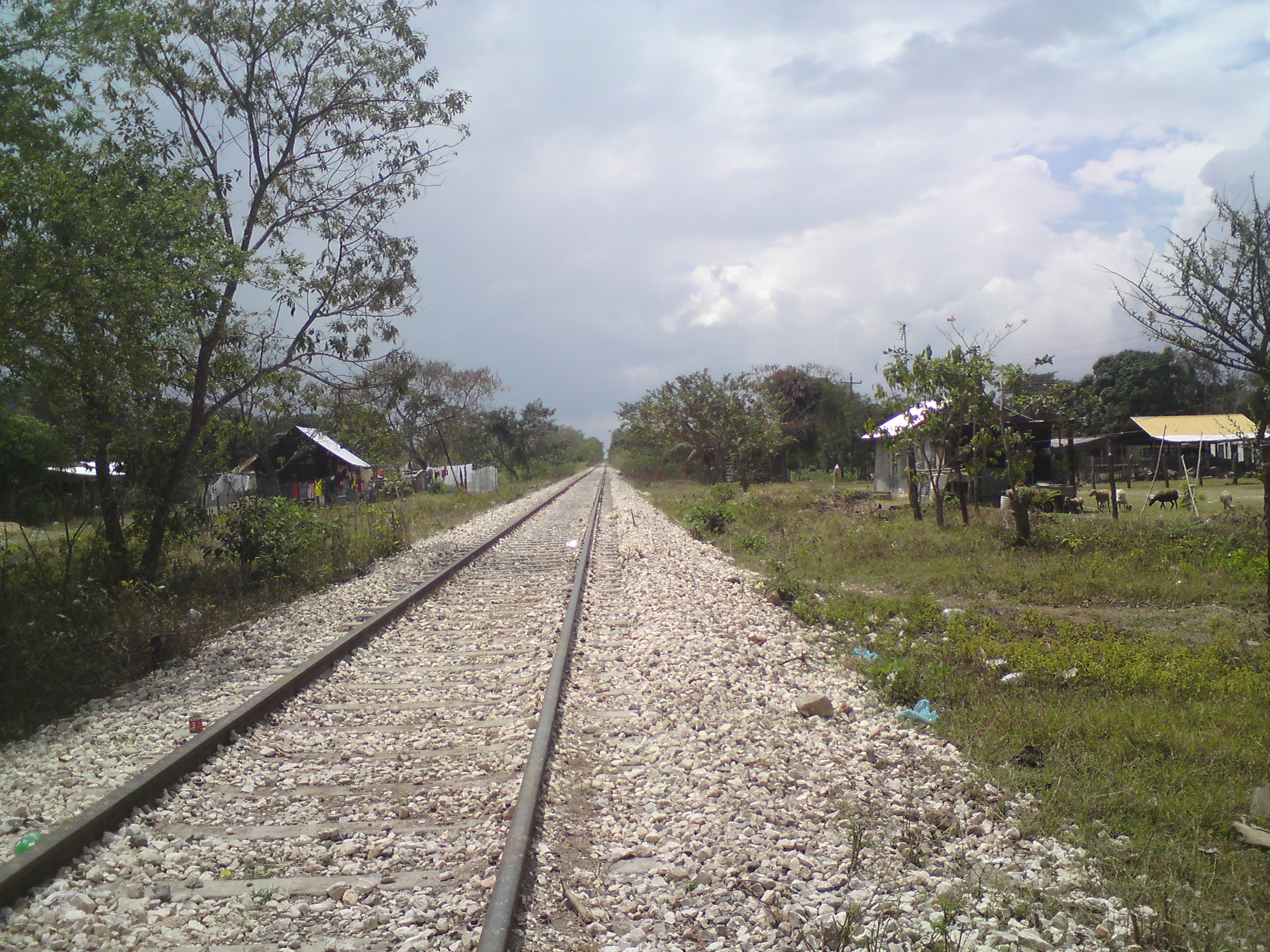
Vías del ferrocarril Coatzacoalcos-Mérida, a su paso por villa El Triunfo

### Carreteras
- A villa El Triunfo se puede llegar por la carretera federal 186 Villahermosa - Chetumal a la altura del entronque a Balancán de Domínguez, para después tomar la carretera estatal Balancán - El Triunfo. Esta carretera comunica a El Triunfo con la ciudad de Balancán de Domínguez que es la cabecera  municipal, así como también con la ciudad de Villahermosa que es la capital del estado.

- También se puede tomar la carretera estatal El Triunfo - Reforma - Tenosique, para llegar a la ciudad de Tenosique de Pino Suárez.

- La carretera estatal Balancán - Tulipán, comunica a la villa con las ciudades de Emiliano Zapata y Tenosique de Pino Suárez.

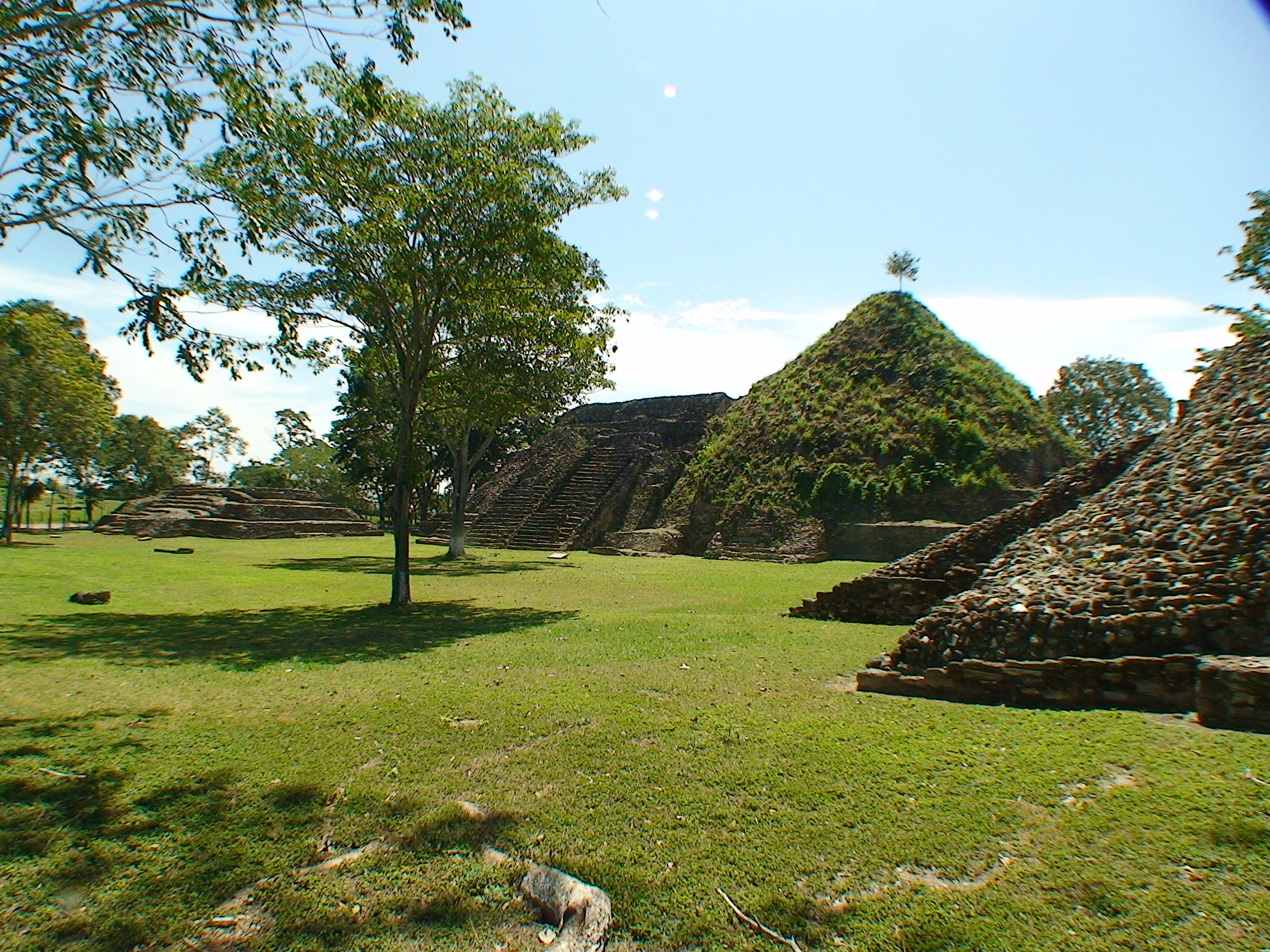
Zona arqueológica de Moral-Reforma.

Cerca de ahí se está realizando otra carretera en línea fronteriza entre los municipios de Tenosique y Balancán y el estado de Campeche en la línea donde colindan con Guatemala dará beneficios a la localidad.

### Ferrocarril
También se puede llegar a El Triunfo, a través del Ferrocarril del Sureste (Coatzacoalcos - Mérida) que a través de la estación existente en la villa, enlaza a la localidad con en sistema ferroviario nacional.

## Turismo
Cerca de El Triunfo, se localiza el Parque Ecológico "Cascadas de Reforma", así como las zonas arqueológicas de Moral-Reforma y Santa Elena.